# 兒童之國站 (愛知縣)
兒童之國站（日语：／ Kodomonokuni eki */?）是位於日本愛知縣西尾市東幡豆町，屬於名古屋鐵道西尾線的鐵路車站。車站編號為GN17。

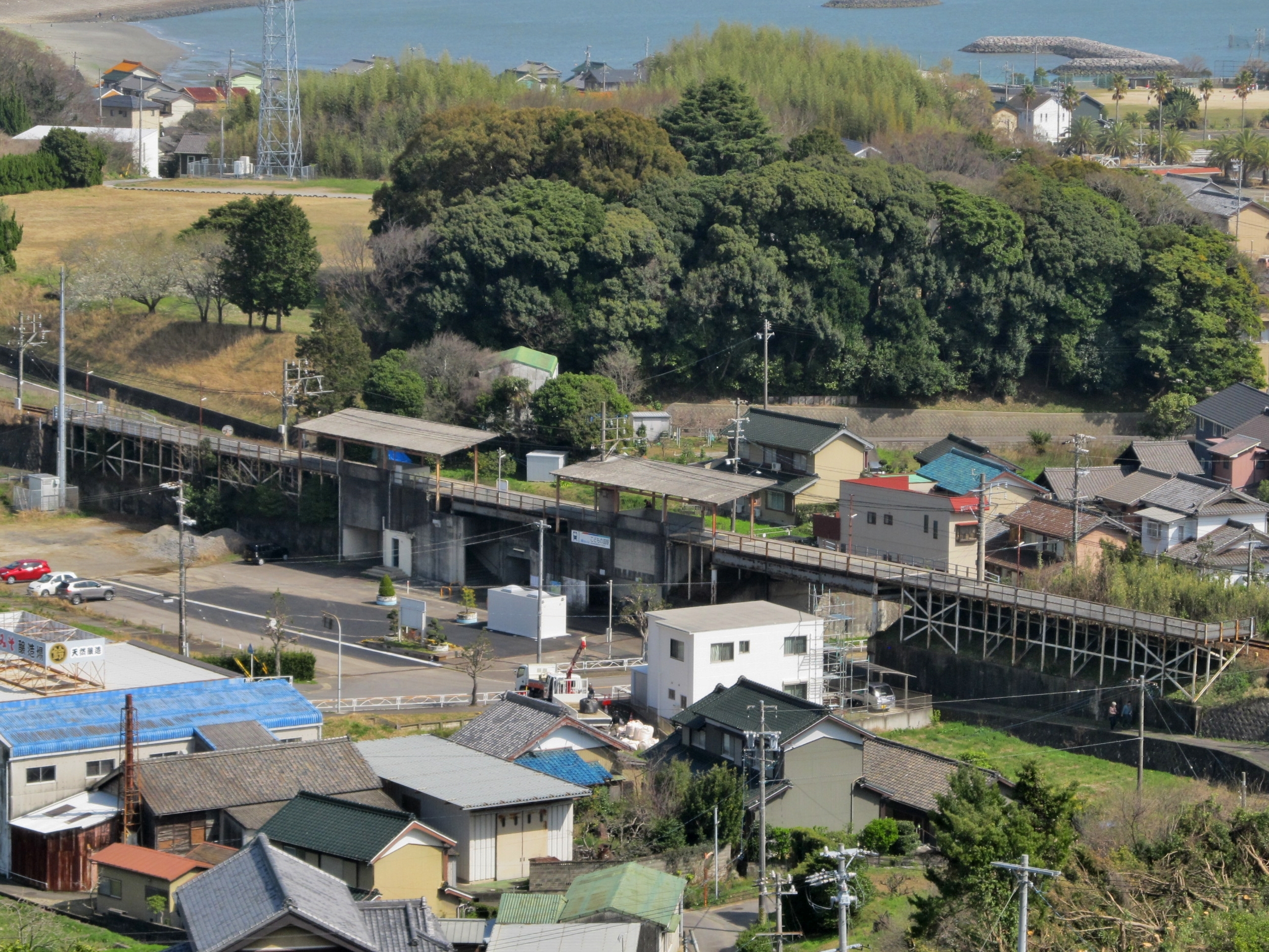
車站遠景（2024年3月）

## 車站結構
本站為側式月台1面1線的高架車站。

### 月台配置
| 路線   | 方向 | 目的地         |
| ------ | ---- | -------------- |
| 西尾線 | 上行 | 往吉良吉田方向 |
| 西尾線 | 下行 | 往蒲郡         |

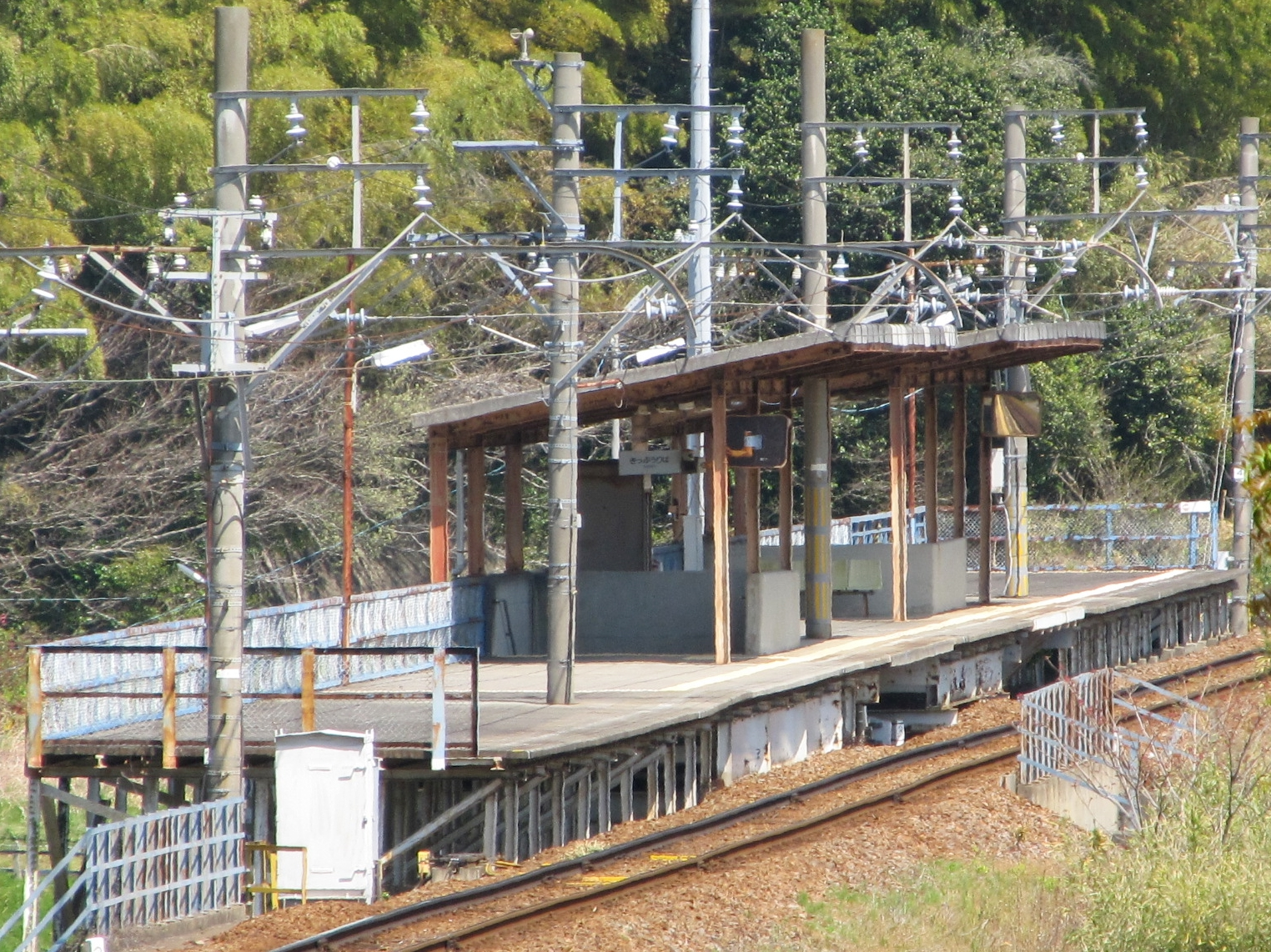
月台（2022年4月）
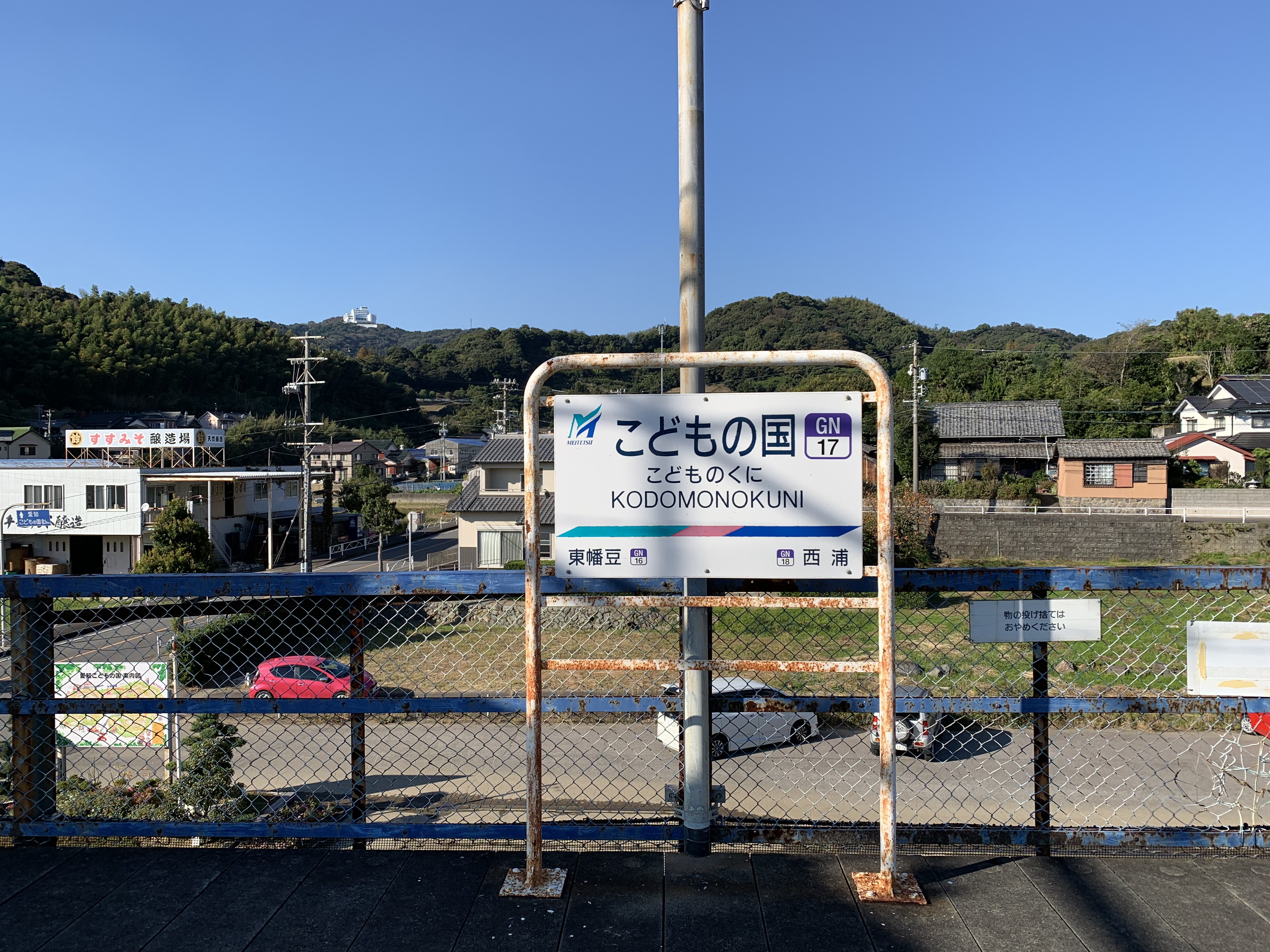
站名牌（2022年11月）

### 配線圖
| ← 吉良吉田方向  | 兒童之國站 構內配線略圖 | → 蒲郡方向 |
| 图例 参考文献： |                         |            |

## 使用情況
| 年度   | 1日平均 上車人次 |
| ------ | ---------------- |
| 2006年 | 86               |
| 2007年 | 82               |
| 2008年 | 84               |
| 2009年 | 80               |
| 2010年 | 76               |

## 相鄰車站
名古屋鐵道
 蒲郡線
東幡豆（GN16）－兒童之國（GN17）－西浦（GN18）

## 外部連結
- 兒童之國 - 名古屋鐵道